# Hemliga kabinettet
| Hemliga kabinettet (Gabinetto Segreto) |
| --- |
| Skylt till det "hemliga kabinettet" i museet. - Betydelse – avdelning på Museo Archeologico Nazionale di Napoli - Karaktär – samling av erotisk konst, mestadels från Herculaneum och Pompeji - Bakgrund – 1821 - Historia – igenbommad (1849–1860), kraftigt begränsad tillgänglighet fram till 2000 |

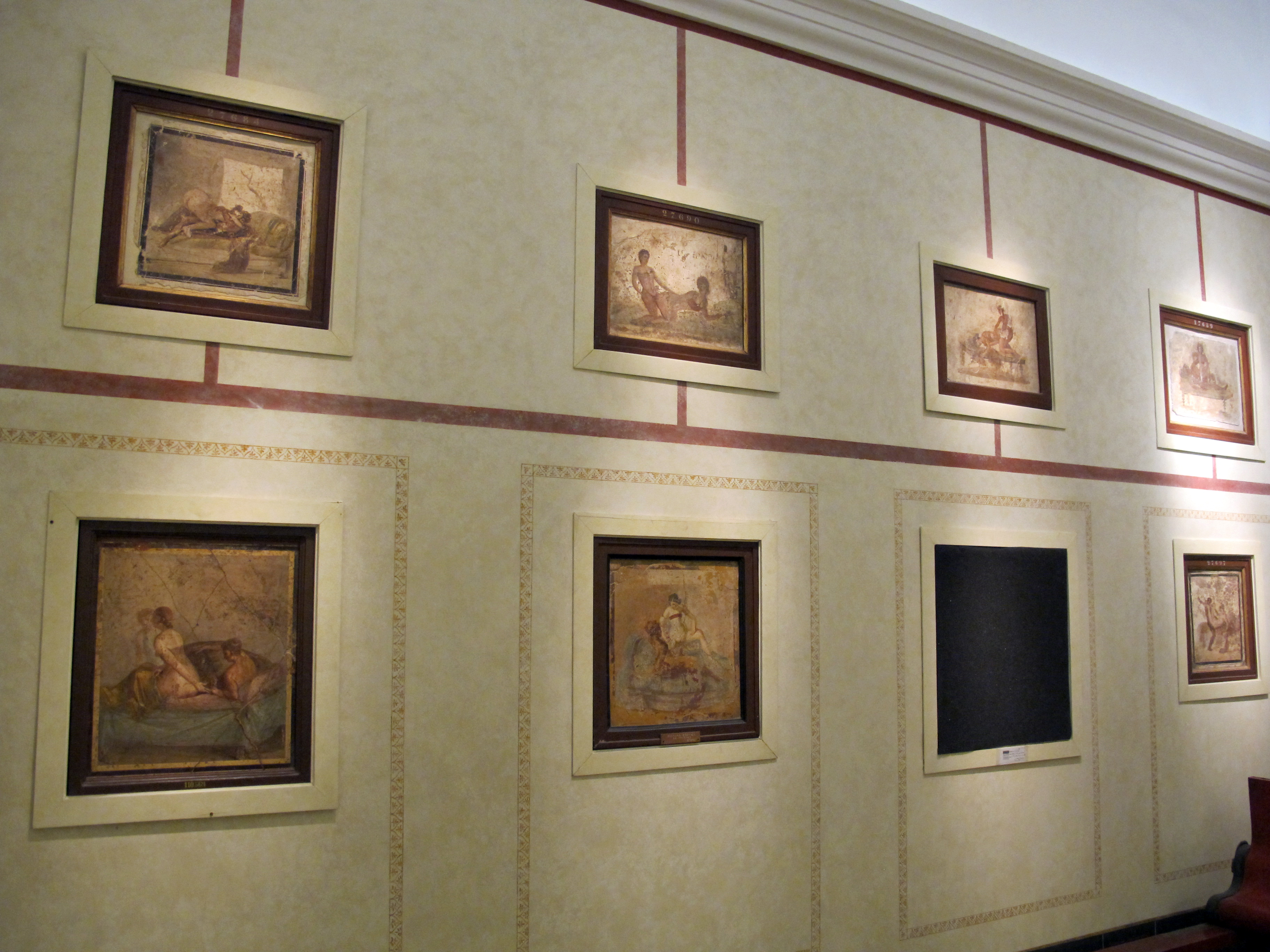
Vägg med erotiska fresker.

Hemliga kabinettet (italienska: Gabinetto Segreto) eller Sala Erótica är en avdelning på Museo Archeologico Nazionale di Napoli. Det öppnade 1821 som en avskild del för erotiska föremål som framför allt grävts fram i Herculaneum och Pompeji.
På grund av föremålens sexuella karaktär har samlingen under långa tider varit stängd eller med starkt begränsad tillgång. Samlingen och dess material har förknippats med framväxten av det moderna begreppet pornografi (i franskan sedan 1842, i engelskan sedan 1847).

## Historik
En separat avdelning på museet är det så kallade "hemliga kabinettet" (Gabinetto Segreto), inrättad under den bourbonska monarkin 1821. Denna avskilda del för museets samlingar av erotisk konst eller andra sexuella föremål, inrymmer mestadels material från utgrävningarna av Herculaneum och Pompeji. Tillträde till samlingarna var länge förbehållet "män av mogen ålder och erkänt god moral". Rummen var ursprungligen kända som Kabinettet för obscena föremål, vilket 1823 ändrades till den förskönande omskrivningen Kabinettet för reserverade föremål.
Efter revolutionen 1848 föreslog det kungliga styret till och med att föremålen skulle förstöras, eftersom man fruktade för att dessa skulle fläcka monarkins rykte. Den dåvarande museichefen beslöt istället 1849 att låta stänga kabinettet helt, det vill säga förhindra allmänhetens tillträde till de här rummen. Porten till avdelningen försågs med tre separata hänglås, där nycklarna förvaltades av museidirektören, museiinspektören respektive kammarherren på det kungliga palatset. Censuren förstärktes 1851 då även nakna Venusstatyer låstes in, och porten till kabinettet blockerades helt i förhoppningen att minnet av konstsamlingen skulle förblekna.
När Garibaldis styrkor i september 1860 intog Neapel, beordrade han att det hemliga kabinettet åter skulle göras tillgängligt för allmänheten. Eftersom det kungliga palatsets kammarherre inte längre fanns på plats, lät man helt enkelt bryta sig in i avdelningen.
Åtkomsten till den här avdelningen har inte heller senare varit helt och hållet fri. Under det italienska kungadömet återkom censuren, och under mellankrigstiden (i det fascistiska Italien) behövde en besökare besökstillstånd från utbildningsministern i Rom. Censuren kvarstod fram till 1960-talet, och först 1971 gavs ministeriet nya regler för att kunna utfärda besökstillståndet till det hemliga kabinettet. Kvinnor tilläts inte besöka kabinettet förrän under 1980-talet. Under den viktorianska eran gjordes liknande censuråtgärder även på andra håll, och efter att Obscene Publications Act blev lag 1857 lät British Museum inrätta sitt eget Secretum åtta år senare.
Under 1990-talet genomgick kabinettet en omfattande ombyggnad, varefter det slutligen öppnades för allmänheten i april 2000. Besökare under 14 års ålder måste medföljas av en vuxen person. Det stora intresset för denna del av museet har gjort att besök dit måste förbokas (åtminstone enligt rapportering 2003). Anno 2020 bar avdelningen namnet Sala Erótica.

## Galleri

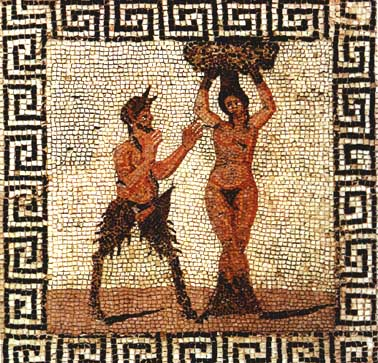
Erotisk mosaik med Pan.
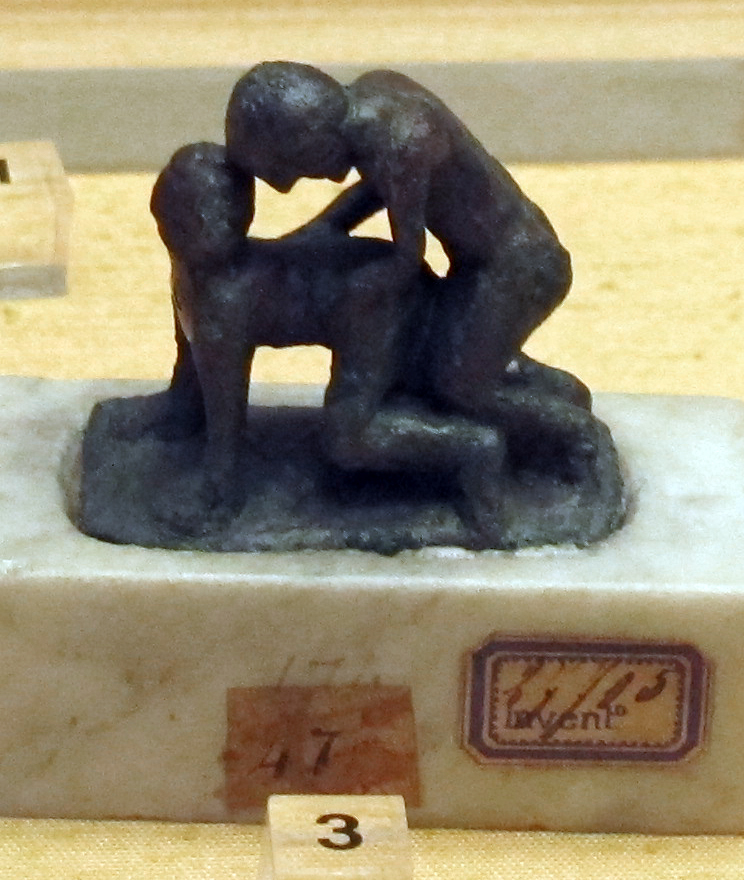
Bronsstatyett med samlag som motiv.
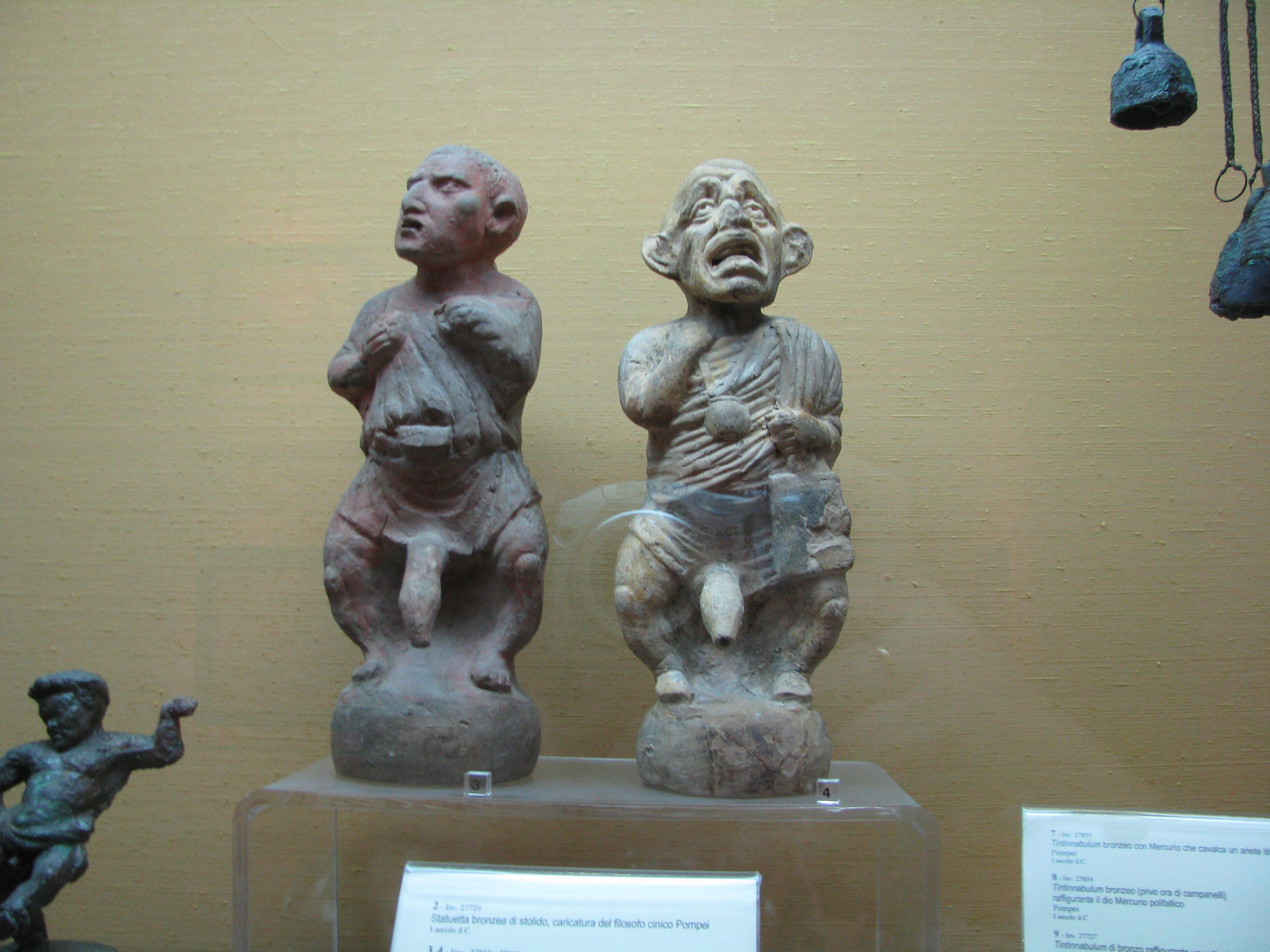
Keramikstatyetter.
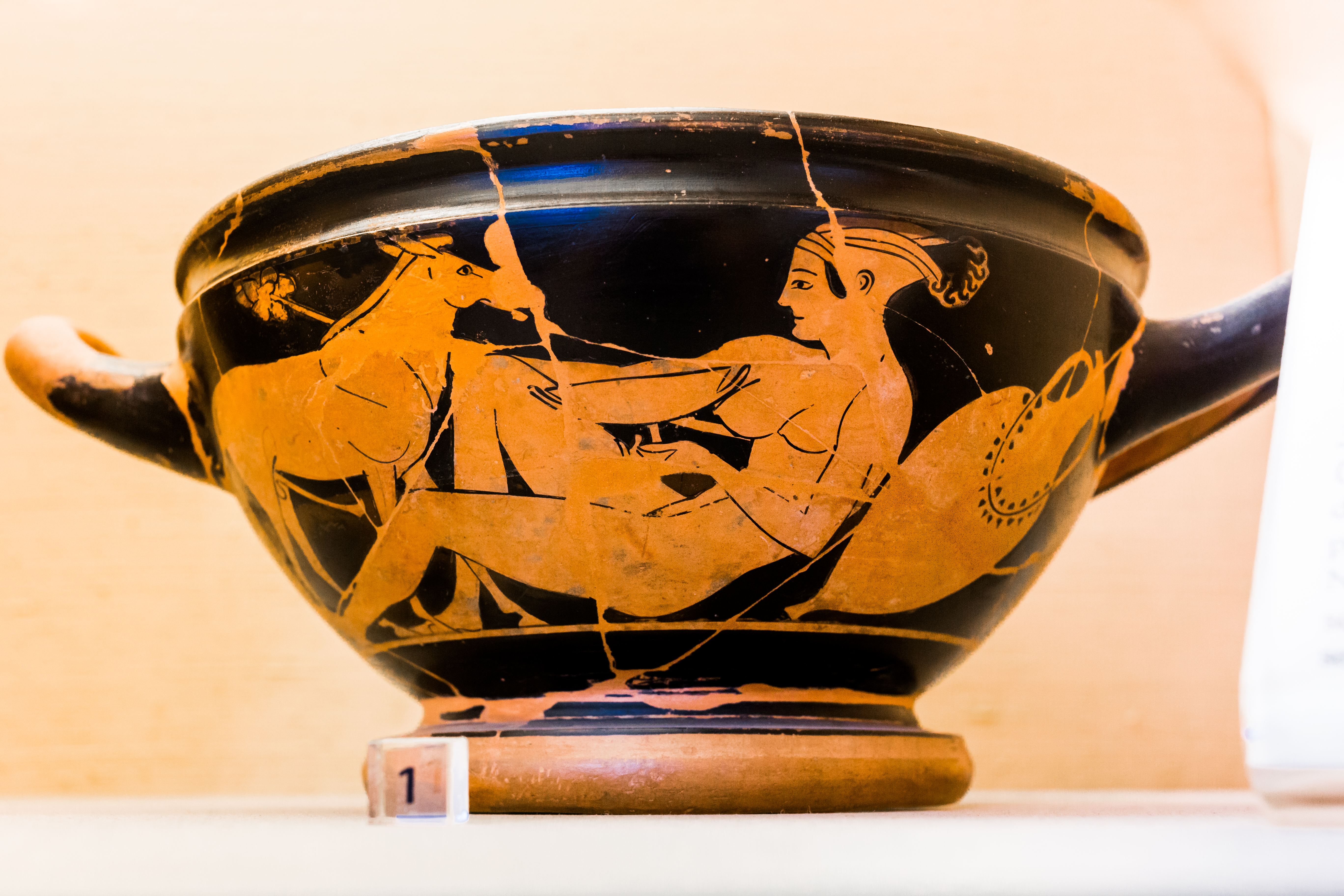
Attisk vas/skål med mula och menad.
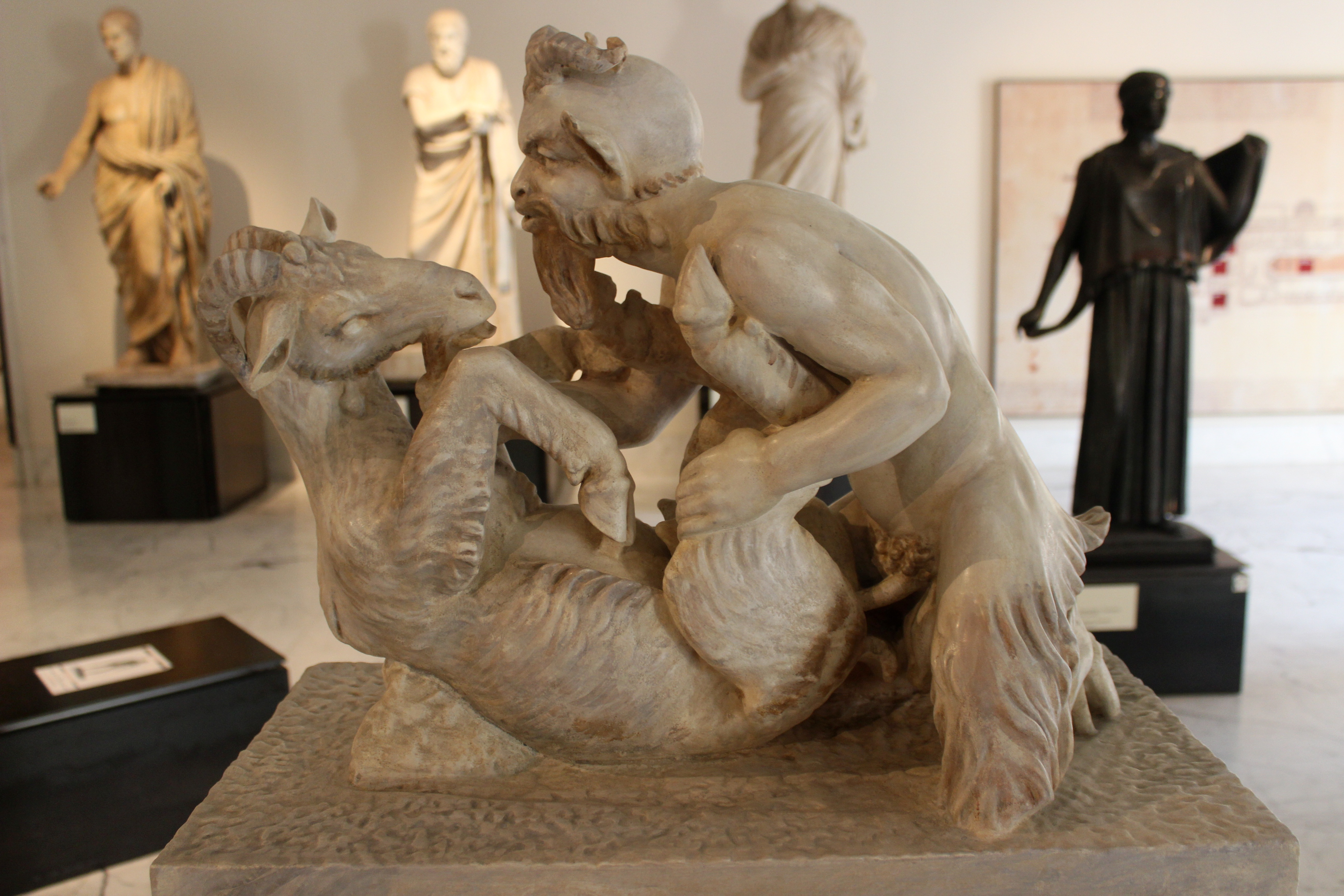
Pan idkar könsumgänge med en get (från Herculaneum).